# Cynometra schottiana
Cynometra schottiana là một loài thực vật có hoa trong họ Đậu. Loài này được Hochr. miêu tả khoa học đầu tiên.